# Alliance communiste anarchiste
Pour l'organisation française, voir Alliance communiste-anarchiste.
L'Alliance Communiste Anarchiste (無政府共産主義者同盟, musēji-kyōsanshugisha-dōmei) est une organisation anarchiste japonaise venant du courant de l'Union révolutionnaire anarchiste. Le titre de son journal est  Anarchie (無政府主義, musējishugi).
L'Union révolutionnaire anarchiste s'est formée à Osaka en 1969 après que les étudiants de l'Université des Arts ait repoussée des troupes armées durant un blocus de l'Université.
Hiroshi Negoro et Kenji Senna, membres de l'ancienne Union révolutionnaire anarchiste, qui étaient à Tokyo depuis 1970, et le Front révolutionnaire anarchiste venant du Kansai, qui s'était séparé lui aussi de l'Union Révolutionnaire Anarchiste, formèrent une coalition à Tokyo, l'Alliance communiste anarchiste. 
Elle a hérité de l’orientation « anarchiste authentique » de l'ancienne Fédération anarchiste du Japon.
Lors de la manifestation devant l'Assemblée nationale le 14 juin 1970, elle fut à la tête d'une troupe conjointe d'environ 400 organisations anarchistes.
À cette époque, l'organisation défendait non seulement le départ des États-Unis d'Okinawa, mais aussi la libération des îles Kouriles sous contrôle soviétique.